# Verband der Bahnindustrie
Der Verband der Bahnindustrie in Deutschland (VDB) e.V. ist ein eingetragener Interessenverband. Er vertritt die Anliegen von über 200 Mitgliedsunternehmen, von Systemhäusern bis zu mittelständischen Zulieferern.
Der Verband engagiert sich für einen nachhaltigen digitalen Schienenverkehr („Schiene 4.0“), für klimaschonende Mobilität sowie für faire, kooperative Geschäftsbeziehungen. Einen Schwerpunkt bildet die Außenwirtschaftsförderung der Bahnindustrie in Deutschland. Der VDB vertritt die Bahnindustrie gegenüber Politik und Medien, Ministerien und Behörden sowie Eisenbahnverkehrsunternehmen und Institutionen.
Der VDB ist ein Industrieverband. Die Mitgliedsunternehmen produzieren Schienenfahrzeuge wie Hochgeschwindigkeitszüge, Lokomotiven, Regionaltriebzügen, Metros, Stadt- und Straßenbahnen, Güterwaggons und sorgen für Infrastrukturausrüstungen wie Leit- und Sicherungstechnologie, Kundeninformations- und Entertainmentsysteme, Gleise, Weichen, Stationen.
Der Sitz des Verbandes befindet sich in Berlin. Präsident des VDB ist Andre Rodenbeck, CEO Infrastructure der Siemens Mobility GmbH. Hauptgeschäftsführer des VDB war Ben Möbius, Geschäftsführer ist Axel Schuppe. Zum 1. März 2023 gab Möbius die Funktion des Hauptgeschäftsführers an Sarah Stark ab. Der VDB ist Mitglied des Verbandes der europäischen Bahnindustrie, UNIFE, in Brüssel.

## Geschichte
Keimzelle des heutigen Verbandes war der 1877 gegründete Verband der Deutschen Lokomotivfabriken. Nach mehreren Umbenennungen wurde im Januar 1991 der Verband der Deutschen Bahnindustrie (VDB) e.V. durch die Zusammenlegung der Verbände der Deutschen Lokomotivindustrie (VDL) und der Waggonindustrie (VdW) e.V. gegründet, dem die Mitgliedsfirmen des Verbandes der Deutschen Elektro- und Klimaindustrie für schienengebundene Personen- und Güterfahrzeuge beitraten. Im Oktober 1999 wurde der VDB in „Verband der Bahnindustrie in Deutschland (VDB) e.V.“ umbenannt. Im Dezember 2002 verlegte der Verband nach Beschluss der Mitgliederversammlung seinen Sitz von Frankfurt a. M. nach Berlin.

## Organisation
Die Mitgliederversammlung ist das höchste Organ des VDB. Es wählt basisdemokratisch das Präsidium des VDB. Die Präsidiumsmitglieder üben ihr Amt ehrenamtlich und persönlich aus. Derzeit besteht das Präsidium des VDB aus zehn Mitgliedern, darunter drei Vize-Präsidenten. Der VDB ist in 21 Fachgruppen und Arbeitskreisen organisiert, die die Mitgliedsunternehmen mit ihren Experten besetzen. Jedes dieser Gremien hat einen Sprecher. Der Technische Ausschuss bildet eine Säule des „Lenkungskreises Fahrzeuge“, der eine zentrale Rolle für Anforderungen an Technik und Nachweisführung in einem liberalisierten Markt übernimmt.

## Ziele und Aufgaben des VDB
Der VDB treibt die Digitalisierung des Schienenverkehrs für mehr Klimaschutz, mehr Lebensqualität und mehr Wertschöpfung in Deutschland voran. Die Interessen der Bahnindustrie vertritt der VDB in der deutschen und europäischen Verkehrs- und Wirtschaftspolitik.
Der VDB engagiert sich für die Innovationskraft im Schienensektor und wirbt für das Leitmotiv der Liberalisierung des Schienenverkehrsmarktes als Wachstumstreiber in Europa. Gerade kleine und mittlere Unternehmen der Industrie unterstützt der VDB darin, ihre Wettbewerbsfähigkeit zu optimieren. Der VDB begleitet seine Mitglieder in ihren globalen Strategien: Messeauftritte, Delegationsreisen, Markterkundungen und faire rechtliche Bedingungen für den Export gehören zu den Kernaufgaben des VDB. Der Verband arbeitet an der Entwicklung von Normen und Technischen Spezifikationen Interoperabilität (TSI) in Deutschland und der EU. Die Zulassungspraxis in Deutschland und Europa will der Verband weiter optimieren.
Ein ausgewogener Rahmen für vertrauensvolle Geschäftsbeziehungen von Industrie und Kunden bildet ein zentrales Anliegen. Zum Ethos der Bahnindustrie in Deutschland gehören gesellschaftliche Verantwortung und Nachhaltigkeit. Deshalb wirbt der VDB für verbindliche Nachhaltigkeitsansprüche in öffentlichen Vergaben (CSR).

## Die Bahnindustrie
Die Bahnindustrie gehört zum industriellen Kern Deutschlands. So erreicht die Bahnindustrie in Deutschland einen Umsatz von jährlich etwa 12 Mrd. Euro (2019) mit einem Exportanteil von über 50 % – erwirtschaftet von mehr als 53.000 direkt beschäftigten Mitarbeitern. Die Mobilität auf der Schiene bildet eine kritische Infrastruktur (KRITIS), ist also für die Gesellschaft versorgungsrelevant.
Die Bahnindustrie in Deutschland beliefert Eisenbahnverkehrsunternehmen auf allen fünf Kontinenten. Zu den Kunden gehören sowohl die großen nationalen Eisenbahnunternehmen und Betreiber des öffentlichen Personennahverkehrs als auch eine Vielzahl privater Verkehrsunternehmen. Die Systemhäuser der Bahnindustrie gelten als Technologieführer weltweit. Sie arbeiten Hand in Hand mit der mittelständischen Zulieferindustrie, die sich in den zurückliegenden Jahren zu einem der produktivsten und innovativsten Wirtschaftszweige in Deutschland entwickelt hat. Rund 8 % des Jahresumsatzes investiert die Branche in Forschung und Entwicklung.